# Критіна Олександра Дмитрівна
Кри́тіна Олекса́ндра Дми́трівна (22 квітня 1912 — 1991) — новатор сільського господарства Української РСР, Герой Соціалістичної Праці (1958).

## Біографія
Народилася 22 квітня 1912 року в селі Новомихайлівка Області війська Донського, Російська імперія (нині — Тацинський район Ростовської області РФ) в селянській родині. З 11-річного віку долучилася до селянської праці, допомагаючи в господарстві батьків. З 1929 року працювала в колгоспі рідного села.
У 1933 році переїхала в село Дороцьке Григоріопольського району Молдавської АРСР, де працювала дояркою у місцевому колгоспі.
З початком німецько-радянської війни опинилась на тимчасово окупованій німецькими військами території, в селі Соколівка Братського району Миколаївської області.
Починаючи з 1947 року, й до виходу на пенсію у 1964 році, працювала свинаркою колгоспу «Шлях Леніна» Лисогірського району, згодом — завідувачка свиноферми колгоспу «Зоря» Первомайського району Миколаївської області.
Мешкала у селі Світоч Тарасівської сільської ради Первомайського району, де й померла у березні 1991 року.

## Нагороди
Указом Президії Верховної Ради СРСР від 26 лютого 1958 року «за особливі заслуги в розвитку сільського господарства і досягнення високих показників у виробництві … м'яса … та впровадження у виробництво досягнень науки і передового досвіду», Критіній Олександрі Дмитрівни присвоєне звання Героя Соціалістичної Праці з врученням ордена Леніна і золотої медалі «Серп і Молот».